# Università di Basilea
L'Università di Basilea (in tedesco: Universität Basel, in latino: Universitas Basiliensis), fondata nel 1460, è la più antica università della Svizzera.

## Storia
L'Università di Basilea è stata fondata in relazione al Consiglio di Basilea. L'atto costitutivo venne dato in forma di bolla papale da Pio II il 12 novembre 1459 e la cerimonia ufficiale di apertura ebbe luogo il 4 aprile 1460. In origine l'università doveva avere quattro facoltà: arte, medicina, teologia e giurisprudenza.
Nel corso dei secoli, quando molti studenti arrivarono in città, Basilea divenne uno dei primi centri di stampa di libri e dell'Umanesimo rinascimentale, soprattutto con l'arrivo di Erasmo da Rotterdam. Intorno allo stesso periodo, fu fondata la Biblioteca dell'Università di Basilea. Oggi conta oltre tre milioni di libri e scritti ed è la più grande biblioteca della Svizzera.
Dopo la presa di potere da parte dei nazionalsocialisti in Germania nel 1933, numerosi rinomati accademici tedeschi emigrarono a Basilea, sebbene anche alcuni scienziati svizzeri ritornarono. Fra gli altri il professore di giurisprudenza Arthur Baumgarten (1933), i teologi Karl Barth (1935) e Fritz Leiber (1937), il filosofo israeliano Yeshayahu Leibowitz (1934) e dopo la fine della Seconda Guerra Mondiale il filosofo e psichiatra Karl Jaspers dell'Università di Heidelberg (1948).
Nel 2013 viene fondata BARTOC, un database di Knowledge Organization Systems, database riguardanti informazioni collettive riguardanti letteratura, classificazioni e altro. 

## Rettori
- Daniel Huber, matematico